# Pyszczak żółtoogonowy
Cyprichromis leptosoma – gatunek słodkowodnej ryby z rodziny pielęgnicowatych (Cichlidae). Hodowana w akwariach.

## Występowanie
Otwarte wody w pobliżu litoralu skalistego południowej i wschodniej części jeziora Tanganika w Afryce Wschodniej, na głębokości około 5 metrów. Gatunek endemiczny.

## Opis
Ciało wydłużone, lekko bocznie spłaszczone, kształtem przypominające ryby karpiowate, co znalazło odzwierciedlenie w nazwie rodzaju (Cypri – Cyprinidae). Nazywane są sardynkami Tanganiki. Dorastają do około 10 cm długości. Znanych jest wiele form barwnych, różniących się głównie kolorami płetwy grzbietowej i ogonowej. Pływają w ławicach składających się często z kilku tysięcy osobników. W akwarium zalecane jest trzymanie minimum dwudziestu sztuk, co wymaga odpowiednio dużego zbiornika, zwłaszcza że są to ryby aktywnie pływające.
Często spotykana u pielęgnicowatych agresja, w przypadku C. leptosoma objawia się wyłącznie w postaci agresji wewnątrzgatunkowej pomiędzy samcami.
Często przyjmują pozycję ukośną z głową skierowaną w dół, co znalazło odzwierciedlenie w ich potocznym angielskim określeniu headstanders.
Dymorfizm płciowy: samce o ubarwieniu brunatnym do czarnego, samice szare lub jasnobrązowe. Barwy ciała, zwłaszcza ich intensywność – poza naturalną różnorodnością form – są zależne od samopoczucia ryb oraz ich diety.
Tarło odbywają stadnie w toni wodnej. Dojrzała samica składa do 20 ziaren ikry. Ryby te są pyszczakami. Samica inkubuje zapłodnioną ikrę w pysku przez ponad trzy tygodnie.
Odżywiają się głównie pelagicznym zooplanktonem. Nie pobierają pokarmu z dna. Ze względu na stosunkowo mały otwór gębowy należy podawać odpowiednio drobny pokarm.
| Zalecane warunki w akwarium | Zalecane warunki w akwarium |
| --------------------------- | --------------------------- |
| Zbiornik                    | duży, minimum 120 cm        |
| Temperatura wody            | 25–28 °C                    |
| Twardość wody               | twarda 8–25°n               |
| Skala pH                    | 7,5–9                       |
| Pokarm                      | żywy, mrożony, suchy        |